# Sistina (prénom)
Pour les articles homonymes, voir Sistina.
Cette page présente le prénom Sistina ainsi que ses variantes.
Sistina est un prénom féminin italien. 

## Origine
Il semble que le prénom Sistina puisse avoir deux origines : l’une latine, provenant de « sextus » qui signifie le sixième, et l’autre grecque, provenant de sixtus qui signifie « poli » ou « lisse ». 
Par ailleurs, ce prénom est fortement lié au nom de la Chapelle Sixtine ou Cappella Sistina en italien. Elle doit son nom au pape Sixte IV qui la fit construire.

## Variantes
Sistina est un dérivé du prénom masculin Sisto dont la version française est Sixte .
Il existe plusieurs variantes féminines : 
- Sista
- Sistine[4]
- Sixtina
- Sixtine
- Sixteen

Le diminutif de Sistina est Tina, qui est devenu un prénom à part entière.

## Fête
La fête aux Sistina est le 3 avril, date qui honore Sixte Ier, évêque de Rome et pape en 115. Ce dernier régna pendant dix ans, et institua le carême. Il fut victime de la persécution d'Hadrien et meurt en martyr. 
Elle peut être aussi le 7 août, date qui honore Sixte II.

## Popularité
Ce prénom italien est extrêmement rare et semble être ou avoir été porté près d'une centaine de fois. On le retrouve par ordre de prépondérence d'abord en Italie, puis aux États-Unis, en Grande-Bretagne, en France et en Argentine.

## Personnalités portant ce prénom
- Pour l'ensemble des articles sur les personnes portant ce prénom, consulter :
  - la liste des articles dont le titre commence par ce prénom
  - les listes produites par Wikidata : Liste des personnes de prénom « Sistina » — même liste en incluant les éventuels prénoms composés qui contiennent « Sistina ».

Sistina est également le surnom masculin du violoniste Sandrino, dans le roman Une Traviata de Stéphanie Janicot.